# Даниловка (Красногвардейский район)
Дани́ловка (укр. Данилівка, крымскотат. Danilovka, Даниловка) — упразднённое село в Красногвардейском районе Республики Крым, включено в состав пгт Красногвардейское, сейчас — крайняя южная часть посёлка.

## История
Немецкая меннонитская деревня Даниловка была основана в Григорьевской волости Перекопского уезда после 1876 года, так как на карте Крыма ВТД 1865—1876 годов ещё не обозначена, а в «Памятной книге Таврической губернии 1889 года», включившей результаты Х ревизии 1887 года, уже записана Даниловка с 12 дворами и 74 жителями.
После земской реформы 1890 года деревню отнесли к Александровской волости, но в «…Памятной книжке Таврической губернии на 1892 год» Даниловка не записана, а по «…Памятной книжке Таврической губернии на 1900 год» в приписанной к волости (без образования сельского общества) Даниловке числилось 185 жителей в 12 домохозяйствах. По Статистическому справочнику Таврической губернии. Ч.II-я. Статистический очерк, выпуск пятый Перекопский уезд, 1915 год, в деревне Даниловка Александровской волости Перекопского уезда числилось 14 дворов (1 двор с землёй, 13 — безземельные) с немецким населением в количестве 78 человек приписных жителей и 20 — «посторонних», из которых 50 мужчин и 48 женщин. За селением числилось 40 десятин земли. В хозяйствах имелось 178 лошадей, 96 коров и 62 головы мелкого скота. В 1918 году в селении было 130 человек.
После установления в Крыму Советской власти и учреждения 18 октября 1921 года Крымской АССР, в составе Джанкойского уезда был образован Курманский район, в состав которого включили село. В 1922 году уезды получили название округов. 11 октября 1923 года, согласно постановлению ВЦИК, в административное деление Крымской АССР были внесены изменения, в результате которых был ликвидирован Курманский район и село включили в состав Джанкойского. Согласно Списку населённых пунктов Крымской АССР по Всесоюзной переписи 17 декабря 1926 года, в селе Даниловка, центре Даниловского сельсовета Джанкойского района, числился 41 двор, все крестьянские, население составляло 186 человек, из них 177 немцев, 1 русский, 8 записаны в графе «прочие», действовала немецкая школа. После образования в 1935 году немецкого национального Тельманского района Даниловку, с населением 253 человека, вместе с сельсоветом, включили в его состав. Вскоре после начала Великой Отечественной войны, 18 августа 1941 года крымские немцы были выселены — сначала в Ставропольский край, а затем в Сибирь и северный Казахстан.
После освобождения Крыма от фашистов, 12 августа 1944 года было принято постановление № ГОКО-6372с «О переселении колхозников в районы Крыма» по которому в район из областей Украины и России переселялись семьи колхозников, а в начале 1950-х годов последовала вторая волна переселенцев из различных областей Украины. С 25 июня 1946 года селение в составе Крымской области РСФСР, а 26 апреля 1954 года Крымская область была передана из состава РСФСР в состав УССР. Время упразднения сельсовета и включения в Марьяновский пока не установлено: на 15 июня 1960 года село уже числилось в его составе. С 1960 по 1968 годы к селу присоединили соседнюю Антоновку (согласно справочнику «Крымская область. Административно-территориальное деление на 1 января 1968 года» — в период с 1954 по 1968 годы).
Даниловка была ликвидирована в период между 1 июня 1977 года (на эту дату село ещё числилось в составе совета) и 1985 годом (в перечнях административно-территориальных изменений после этой даты не упоминается).

### Динамика численности населения
| - 1889 год — 74 чел. - 1900 год — 185 чел. - 1915 год — 78/20 чел. | - 1918 год — 130 чел. - 1926 год — 186 чел. - 1935 год — 253 чел. |